# Bigambo Rochat
Bigambo Rochat (Renens, 25 maggio 1991) è un calciatore svizzero, difensore del Porto Losanna.

## Carriera
Nella stagione 2009-2010 ha giocato in massima serie svizzera con la maglia del Sion collezionando 4 presenze.
Nella stagione 2010-2011 ha giocato 5 partite di Europa League con la maglia del Losanna.